# Raša (rzeka)
Raša – rzeka w Chorwacji. Jej długość wynosi 23 km.

## Opis
Płynie przez półwysep Istria, m.in. przez wieś Potpićan. Powierzchnia jej dorzecza wynosi 279 km². Swe źródła na zboczach Učki i Ćićariji. Do Morza Adriatyckiego wpada w pobliżu wsi Raša.